# 제스 매캘런
제스 매캘런(영어: Jes Macallan, 1982년 8월 9일 ~ )은 미국의 배우이다. 드라마 《미스트리스》에서 조슬린 카버 역으로 출연했다.

## 출연 작품
- 미스트리스 4 (2016)
- 써스트 (2015)
- 키스 미 (2015)
- 미스트리스 3 (2015)
- 더 멘토 (2014)
- 미스트리스 2 (2014)
- 미스트리스 (2013)